# Ferme de Pouy
La ferme de Pouy est un ancien domaine agricole situé sur la commune de Solférino, dans le département français des Landes. Elle est inscrite au titre des Monuments historiques par arrêté du 16 décembre 2010.

## Présentation

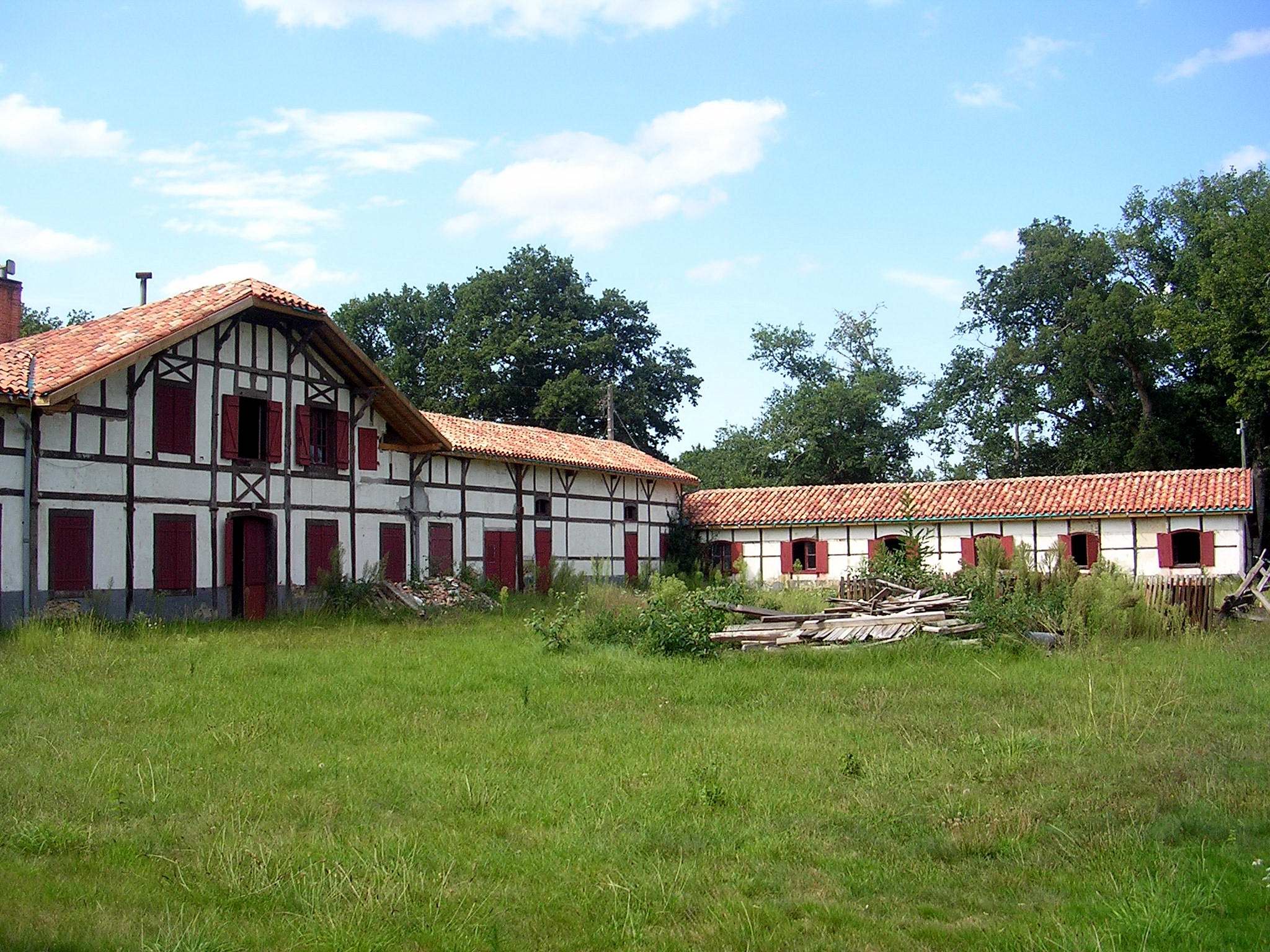
Ferme de Pouy.

La ferme de Pouy est construite en 1857 par Henri Crouzet, à qui Napoléon III confie la direction de son domaine impérial de Solférino, qu'il vient de constituer la même année en rachetant des terres aux sept communes environnantes de Commensacq, Escource, Labouheyre, Lüe, Morcenx, Sabres et Onesse-et-Laharie. Elle est l'une des neuf fermes modèles que l'empereur fait construire selon le même plan sur son domaine de 1857 à 1861, dans le but d'expérimenter de multiples méthodes agricoles, dans l'esprit de la loi du 19 juin 1857 qu'il a adoptée.
Henri Crouzet (1818-1880), polytechnicien et ingénieur des Ponts-et-Chaussées, est un des inspirateurs de la loi du 19 juin 1857. Nommé à la tête du domaine impérial de Solférino, il en assure la mise en valeur par la création de fermes et cottages, mais aussi par le drainage, boisement et mises en culture.